# 수단 요리

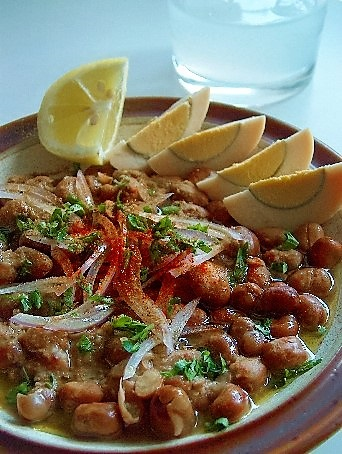
풀

수단 요리(Sudan 料理, 아랍어: مطبخ سوداني 마트바크 수다니이[*], 영어: Sudanese cuisine 수더니즈 퀴진[*])는 북아프리카 동부에 있는 수단의 요리이다. 지역에 따라 다양하며, 역사 전반에 걸쳐 수단의 문화에 큰 영향을 받는다.

## 전채
식사에는 양의 부속 고기 (폐, 간, 위 포함), 양파, 땅콩 버터 및 소금으로 만든 엘마라아라와 움피티트가 포함된다. 이들은 날로 먹는다.

## 치즈
- 도미아티

## 수프와 스튜
와이카, 부사라 및 사바로아그를 포함한 여러 스튜는 니아이미야와 말린 오크라를 사용한다.미리스는 양의 지방, 양파 및 말린 오크라로 만든 스튜이다. 아비야드는 말린 고기로 만들어지며, 카자이크는 말린 생선으로 만들어진다. 에콰토리아 지방에서는 수프나 아채를 곁들인 양 발굽으로 만든 카와리, 간, 밀가루, 대추야자 및 향신료로 만든 엘무살람미야가 포함된다.

## 같이 보기
- 아랍 요리
- 아프리카 요리
- 차드 요리
- 타갈리아(프랑스어판) - 차드와 수단에서 먹는 오크라와 고기로 만든 스튜. "물라 아흐마르(mullah ahmar)"라고도 불린다.